# Violettstjärtad sylf
Violettstjärtad sylf (Aglaiocercus coelestis) är en fågel i familjen kolibrier.

## Utseende
Hane violettstjärtad sylf är en mestadels smaragdgrön kolibri med blågrön strupe och en mycket lång och kluven stjärt glänsande i lila och blått. Honan är mycket annorlunda men ändå karakteristisk med orangefärgad buk och vitt bröst. 

## Utbredning och systematik
Arten delas in i två underarter med följande utbredning:
- A. c. coelestis – västra sidan av Anderna i Colombia och norra Ecuador
- A. c. aethereus – i Anderna i sydvästra Ecuador

## Levnadssätt
Violettstjärtad sylf hittas i bergstrakter på mellan 900 och 2000 meters höjd, i förberg och den subtropiska zonen. Den ses vanligen födosöka lågt i skogar eller skogsbryn, men kan också besöka kolibrimatningar.

## Status och hot
Arten har ett stort utbredningsområde, men tros minska i antal, dock inte tillräckligt kraftigt för att den ska betraktas som hotad. Internationella naturvårdsunionen IUCN listar arten som livskraftig (LC).